# Luca Marin
Luca Marin (ur. 9 kwietnia 1986 w Vittorii) – włoski pływak, medalista mistrzostw Świata i Europy.
Uczestnik igrzysk olimpijskich w Atenach (2004), Pekinie (2008) i w Londynie (2012) na 400 m stylem zmiennym (miejsca odpowiednio: 10., 5. i 8.).
Był związany z Federicą Pellegrini, włoską pływaczką. Federica Pellegrini ogłosiła koniec związku z Luca Marin podczas Mistrzostw Świata w Szanghaju.
Wcześniej był związany z Laure Manaudou, francuską pływaczką.